# دوچهره
دو-چهره (به انگلیسی: Two-face) با نام اصلی هاروی دنت، یک شخصیت خیالی ابرشرور در کتاب‌های کمیک آمریکایی منتشر شده توسط دی‌سی کامیکس است که غالباً به عنوان دشمن شخصیت ابرقهرمان بتمن نشان داده می شود. او یکی از سرسخت‌ترین دشمنان بتمن است که مشکلات زیادی را برای او شخصیت ایجاد کرده است. این شخصیت توسط نویسنده بیل فینگر و طراح باب کین خلق شده‌است؛ که برای نخستین بار در شمارهٔ ۶۶ از مجموعه کمیک‌های کارآگاهی (اوت ۱۹۴۲) حضور پیدا کرد.

## تاریخچهٔ خلق
باب کین، خالق شخصیت بتمن، نخستین بار در اوت ۱۹۴۲، هاروی «آپولو» دنت را وارد مجموعه کمیک‌های کارآگاهی و داستان‌های بتمن کرد. او این شخصیت را از فیلم دکتر جکیل و آقای هاید محصول ۱۹۳۱، که از روی داستانی به همین نام اثر رابرت لویی استیونسن ساخته شده، الهام گرفته بود. در این داستان، دکتر جکیل، دارویی می‌سازد که با آن، به مردی کریه و خبیث به نام مستر هاید تبدیل می‌شود. دو چهره، اولین بار در کمیک‌های کارآگاهی شمارهٔ ۶۶ حضور یافت.

## زندگی‌نامه ساختگی شخصیت

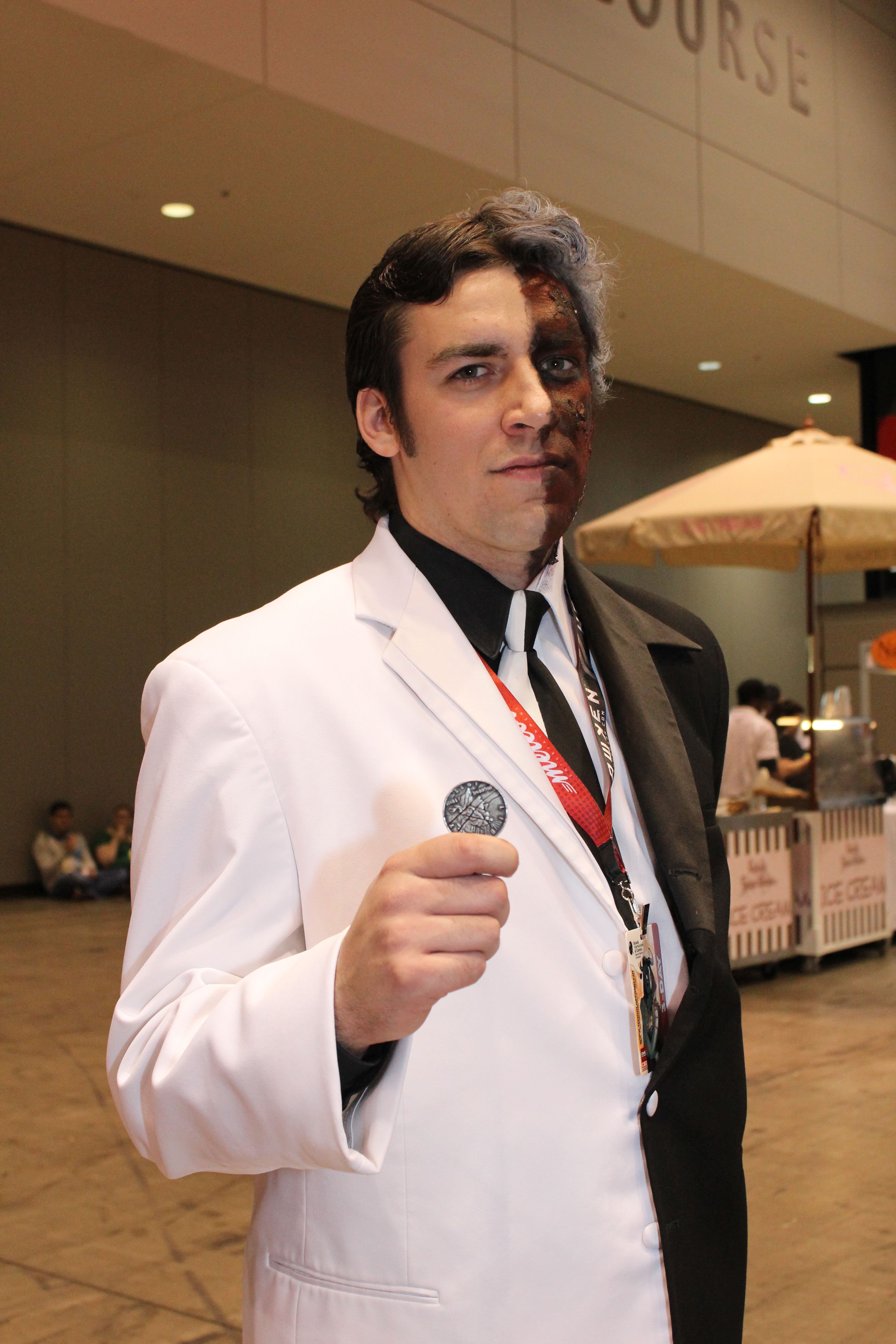
کازپلی دوچهره

### کودکی
در داستان مصور «بتمن: دو چهره – جنایت و مکافات» (به انگلیسی: Batman: Two-Face - Crime and Punishment)، پدر هاروی، کریستوفر دنت، معتاد الکلی است که پیوسته پسرش را مورد آزار و اذیت قرار می‌دهد. هاروی، بر اثر سرکوبی این آسیب روحی و عذاب درونی، بعدها، هویتی دوگانه پیدا می‌کند.
در داستان مصور «بتمن: جکیل و هاید» (به انگلیسی: Batman: Jekyll & Hyde)، برادر هاروی، موری دنت، در یک حریق کشته می‌شود و هاروی، از ترس نتوانست او را نجات دهد. مرگ موری، سبب اعتیاد به الکل و خشونت پدرش شد؛ و نیز، سبب شد که شخصیت موری، همواره در درون هاروی باقی بماند و او شخصیتی دوگانه پیدا کند.

### بزرگسالی
هاروی دنت، در ۲۶ سالگی، شش ماه قبل از این که بتمن آغاز به مبارزه به جنایت کاران کند، جوانترین دادستان گاتهام سیتی می‌شود. او به خاطر تلاش وقفه ناپذیرش در مبارزه با جرم و فساد، به آپولون، ایزد روشنایی، ملقب می‌شود.
او، کارآگاه جیمز گوردون و بتمن، با همکاری هم اتحاد قدرتمندی علیه سازمان‌های خلافکار تشکیل می‌دهند.
در داستان مصور «بتمن: هالووین طولانی» (به انگلیسی: Batman: The Long Halloween)، در یکی از تلاش‌های آن‌ها برای نابود کردن گروه مافیایی «کرماین فالکونی» و «سالواتوره مارونی»، شخص اخیر، در دادگاه به چهرهٔ هاروی اسید می‌پاشد که سبب می‌شود نیمهٔ چپ صورت او، بسوزد. پس از این واقعه، او تبدیل به یکی از خلافکاران گاتهام می‌شود.
در فیلم شوالیه تاریکی، جوکر با همدستی «سالواتوره مارونی» و پلیس‌های فاسد، هاروی و نامزد او، «ریچل داوس» را می‌رباید و در نتیجهٔ آغشته شدن چهرهٔ هاروی به بنزین و انفجار انباری که او را در آن حبس کرده بودند، نیمهٔ چپ چهره‌اش می‌سوزد.

## مشخصات ظاهری
نیمی از چهرهٔ هاروی دنت، سوخته است و این وجه مشخصهٔ اصلی اوست. او معمولاً کتی دو رنگ می‌پوشد و سکه‌ای دارد که از پدرش گرفته و هر دو روی آن، یک شکل است. پس از سوختن چهره‌اش، او یکی از دو روی سکه را مخدوش می‌کند و از آن در تصمیم گیری‌هایش استفاده می‌کند.
در فیلم شوالیه تاریکی یک طرف سکهٔ او در انفجاری که نامزدش، «ریچل داوس» را می‌کشد، می‌سوزد.

## شخصیت
هاروی دنت، به علت اسکیزوفرنی، دارای دو شخصیت نیک و پلید است. او توانایی تصمیم‌گیری ندارد، به همین علت برای تصمیم گرفتن، از سکه‌اش استفاده می‌کند.

### فیلم‌ها
دوچهره در فیلم بتمن برای همیشه (۱۹۹۵) با بازی تامی لی جونز، در فیلم شوالیه تاریکی با بازی آرون اکهارت و در سریال گاتهام با بازی نیکولاس دی آگوستو به تصویر کشیده شده است.